# Hípata

Mapa con algunas de las principales ciudades de la antigua Tesalia y zonas adyacentes. Hípata estaba situada al sur del río Esperqueo.

Hípata (en griego, Ὑπάτη Hipáte) es el nombre de una antigua ciudad griega de Tesalia.
Se ubicaba cerca del río Esperqueo y era la ciudad principal de la tribu de los enianes. En la época clásica fue famosa por las prácticas de brujería que se hacían en ella.
En el año 191 a. C., durante la Guerra romano-siria, la ciudad, que entonces pertenecía a la Liga Etolia, fue devastada por un ejército romano bajo el mando del cónsul Manio Atilio, en su avance por territorio tesalio. Esto ocurrió poco tiempo antes de la Batalla de las Termópilas. Posteriormente a la derrota de su aliado Antíoco en las Termópilas, fue en Hípata donde los etolios se reunieron para discutir los términos de paz con el cónsul romano Lucio Valerio Flaco.
Tras la batalla de Pidna, a partir del año 167 a. C. la ciudad fue independiente por un periodo de unos veinte años, hasta que fue creada la Liga de los enianes, una confederación de territorios de los enianes que era dirigida por cinco eniarcas, aunque en Hípata, la capital, gobernaban además dos arcontes. Esta confederación existió al menos hasta el siglo I a. C., momento a partir del cual el emperador Augusto anexionó su territorio a Tesalia.